# Luciferianismo
O luciferianismo é uma doutrina esotérica e gnóstica, filosófica no caso de ordens secretas e, em alguns casos, religiosa como em algumas religiões minoritárias da atualidade, baseada na figura de Lúcifer, que por sua vez é considerado como portador da Luz do intelecto. O luciferianismo em geral renega o satanismo e garante que Lúcifer e Satanás não são a mesma entidade , no entanto, algumas organizações satânicas se consideram luciferianas.
Divide-se em luciferianismo tradicional ou teísta (crença em Lúcifer como um ser físico) e luciferianismo simbólico ou agnóstico (crença em Lúcifer como um símbolo de luz, conhecimento, crescimento individual e auto-aperfeiçoamento).

## Origens
O luciferianismo é um antigo culto de mistérios que tem origem nos cultos de adoração às serpentes. Apesar de muito posterior aos mistérios clássicos, como os de Elêusis, Delos e Delfos, contém traços que deitam suas origens nas práticas pagãs primitivas da Grécia e principalmente na Religião Órfica. O luciferianista presta reverência à entidade romana conhecida como Lúcifer, o Andrógino, o Portador de Luz, o espírito do Ar, a personificação do esclarecimento. Lúcifer era o nome dado à estrela matutina (a estrela conhecida por outro nome romano, Vênus) e posteriormente descontextualizado e corrompido pelo cristianismo. A estrela matutina aparece nos céus logo antes do amanhecer, anunciando o Sol ascendente. O nome deriva do lucem ferre do termo latino, o que traz, ou o que porta a luz. Lúcifer vem do latim, lux + ferre e é denominado muitas vezes, como sendo a Estrela da Manhã. De entre todas as entidades da angelologia e demonologia tradicionais, Lúcifer foi aquela a manter a relação mais notável com a Humanidade.

## Fundamentação teórica
Para um luciferianista, encontrar a faceta Lúcifer da divindade dentro de nós é fator importante no caminho da Verdade. Esta Verdade nos trará consciência, conhecimento e sobretudo, o livre-arbítrio. Lúcifer, para os homens, seria o caminho para o encontro com o Eu-Divindade, a manifestação da Vontade profunda integrada aos ritmos do mundo real. Na angelologia hebraica, corresponde diretamente a Heylell, citado no Livro de Isaías , quando na realidade "Deus" se refere ao rei da Babilônia, como a "Estrela Brilhante" e mito muitíssimo anterior à elaboração romana de Lúcifer. Os hebreus herdaram este anjo dos babilônios entre 600 a.C. e 300 a.C., enquanto que os romanos só formularam seu "deus" após o surgimento do cristianismo na península Itálica. Vale ressaltar que existem diferenças importantes de cunho mítico, ritualístico e filosófico entre o luciferianismo, mormente o Simbólico, e o satanismo. O último posiciona-se, principalmente, como reação contrária ao cristianismo, enquanto que o primeiro possui caráter distinto e identidade semelhante aos cultos pagãos, apesar de totalmente desligado do Paganismo para grande parte de seus praticantes.

## Neoluciferianismo
O neoluciferianismo ou luciferianismo moderno é a versão mais atual do luciferianismo, que resulta numa mescla das versões anteriores. Os luciferianistas modernos veem Lúcifer como um referencial de auto realização e desenvolvimento pessoal, sem desconsiderarem a possibilidade que Ele de fato possa existir (enquanto entidade sobrenatural).
Na época da Inquisição católica todo e qualquer grupo ou pessoa que fosse, abertamente, não-cristã, poderia sofrer perseguição religiosa. O movimento, contudo, não desapareceu por completo e sim se desenvolveu, tendo relações com outras religiões ao longo do tempo, como a Religião Wicca - A Bruxaria Pagã - através da identificação de Lúcifer como uma das manifestações do Deus sol (o Consorte da Deusa). Alguns grupos pagãos reconhecem Lúcifer como sendo parte do panteão pagão. É interessante destacar que Lúcifer, neste contexto, está totalmente desvinculado da mitologia cristã, que associa a figura de Lúcifer ao "diabo". O luciferianismo moderno empresta alguns rituais e simbologias literárias com o satanismo. Hoje em dia, o luciferianismo prega uma visão centrada em Lúcifer, mas de forma eclética e aberta ao desenvolvimento.